# Kumpost Éva
Kumpost Éva (Almásfüzitő, 1934. december 23. – Budapest, 1994. december 20.) Munkácsy-díjas magyar keramikus iparművész.

## Életútja
Már iskolában is megmutatkozott jó kézügyessége és karikatúrákat készített. 1958-ban szerezte diplomáját a Magyar Iparművészeti Főiskolán, mesterei Gádor István és Borsos Miklós voltak. Művészetének jellemző színei a fehér, a kék és a sárga. Kerámiái népi ihletésű formák egyszerűségükben is a rá oly jellemző vidámságot tükröző és főleg gömbölyded alakban. Emléke előtt tisztelegve szülővárosában emlékszobát alakítottak ki alkotásaiból.

## Díjak, elismerések
- 1973: Munkácsy-díj.

## Egyéni kiállítások
- 1961 • Fiatal Iparművészek Klubja, Budapest
- 1970 • Derkovits Terem, Budapest
- 1977 • Műcsarnok, Győr
- 1979 • Képcsarnok, Pécs
- 1980 • Képcsarnok, Balatonfüred
- 1981 • Balatonboglári kápolnatárlat, Balatonboglár
- 1982 • Gulácsy Terem [Bódy Irénnel], Szeged.

## Válogatott csoportos kiállítások
- 1960 • Országos Iparművészeti kiállítás, Műcsarnok, Budapest
- 1962 • Ungerskt Konshantverk, Stockholm
- 1963 • Modern Iparművészeti Kiállítás, Festőterem, Sopron • Modern Hungarian Ceramics, Royal Festival Hall, London
- 1964 • Modern Magyar Kerámia, London
- 1966 • Országos Iparművészeti kiállítás, Műcsarnok, Budapest • Iparművészeti Kiállítás, Kossuth Lajos Múzeum, Cegléd
- 1968 • Mai Magyar Kerámia, Siklós
- 1968-72 • I., II., III. Országos Kerámia Biennálé, Pécs
- 1973 • Kerámia '73, Népház, Tatabánya
- 1974 • Szocialista Országok Iparművészeti Quadriennáléja, Erfurt
- 1975 • Kitüntetett művészek kiállítása, Iparművészeti Múzeum, Budapest • Magyar Kerámia és Textil, Moszkva
- 1978 • V. Országos Kerámia Biennálé, Pécs
- 1995 • XX. századi magyar keramikusok. Válogatás az Iparművészeti Múzeum gyűjteményéből, Iparművészeti Múzeum, Budapest.

## Művek közgyűjteményekben
Iparművészeti Múzeum, Budapest.

## Köztéri művei
- kerámia kompozíció (mázas kerámia, 1960, Budapest, XVI. ker., Georgina úti iskola)
- festett kerámia faliképek (1962, Budapest, Városligeti fasor 39., óvoda)
- cserépkályha (festett csempe, 1963, Balatonőszöd, Minisztertanács gyermeküdülője)
- Pávák (plasztikus kerámia falikép, 1964, Budapest, BUBIV Irodaház)
- mázas kerámia falikép (1965, Badacsony, Hableány étterem homlokzata)
- falikép (kerámia, 1966, Miskolc, óvodai foglalkoztató)
- falikép (1968, Vasvár, Gimnázium)
- kerámia falikép (1968, Nyíregyháza, Vízügyi Főigazgatóság előcsarnoka)
- cserépkályha (festett kerámia, 1970, Balatonszemes, MM üdülője)
- falkép (mázas kerámia, 1971, Hosszúpereszteg, Művelődési Ház)
- mázas, plasztikus kerámiafal (1971, Kecskemét, Megyei Kórház, Gyermekváróterem)
- fülkekompozíció (kerámia, 1975, Miskolc, Óvoda)
- kerámia kompozíció (1978, Budapest, Kacsóh Pongrác úti lakótelep)
- mázas kerámia figurák (1980, Újdelhi, Magyar Nagykövetség)
- faliképek (mázas kerámia, 1982, Hotel Átrium)
- díszkút (mázas kerámia plasztika, 1987, Budapest, XVI. ker., Frankel Leó Szakmunkásképző Intézet, megsemmisült, egyes elemei az Iparművészeti Múzeumban).